# Sophie Divry
Sophie Divry, née en 1979 à Montpellier (Hérault), est une journaliste et écrivaine française. Elle vit à Lyon.

## Biographie
Sophie Divry est diplômée de l'École supérieure du journalisme de Lille (ESJ, 77e promotion) et de l'IEP de Lyon.
Elle travaille entre 2004 et 2010, au mensuel La Décroissance.
Son premier livre, La Cote 400, est publié en 2010. Il s'agit du monologue d'une bibliothécaire maniaque et antipathique en mal d'amour. Dans le choix de la bibliothèque comme cadre pour son récit, il y a quelque chose de la revanche du public sur le privé. Le livre eut d'ailleurs un petit succès en Angleterre, où les défenseurs des bibliothèques publiques s’en servirent pour lutter contre les fermetures imposées par les politiques d’austérité.
En 2014, Sophie Divry publie La Condition pavillonnaire, qui fait écho à Madame Bovary de Gustave Flaubert. Le personnage principal, M.A, est une femme mariée qui vit « une existence petite bourgeoise repliée dans la famille, dans la sécurité, le confort, l’aisance, mais absolument dépourvue de sens ». 
En 2016, elle participe à Des Papous dans la tête sur France Culture, jusqu'à la suppression de l'émission deux ans plus tard.
En novembre 2018, elle cosigne avec Denis Michelis et Aurélien Delsaux, une tribune dans Le Monde défendant le roman contemporain, et qui s'inscrit dans la réflexion lancée avec l'essai Rouvrir le Roman en 2017.
Dans Cinq Mains Coupées, paru en 2020, elle donne la parole à cinq manifestants mutilés de la main lors du mouvement des Gilets jaunes. Elle déclare en 2020 s'être lancée dans ce livre « par devoir civique. Les Gilets jaunes et la répression inédite qui leur a été opposée est un évènement qui marque l’époque. […] Pour moi, il fallait d’abord les écouter ». Elle entremêle les cinq témoignages pour dessiner le « portrait cubiste de ce personnage de « gilet jaune » qui s’est fait arracher une main alors qu’il venait demander une augmentation du smic ». Gladys Marivat du Monde y voit « une réussite littéraire doublée d’un acte politique et d’une leçon de journalisme ».

## Œuvres
- La Cote 400, Montréal-Paris, Canada-France, Éditions Les Allusifs, 2010, 64 p.  (ISBN 978-2-923682-13-6) - rééd. 10/18, 2013[8],[9]
  - traduit en anglais sous le titre The Library of Unrequited Love, par Siân Reynolds  (ISBN 978-1-78087-051-9)[10]
  - traduit également en espagnol, catalan, suédois, italien et persan.
- Journal d’un recommencement, Lausanne, Suisse, Éditions Noir sur Blanc, coll. « Notabilia », 2013, 80 p.  (ISBN 978-2-88250-306-0)[11],[12]
- La Condition pavillonnaire, Lausanne, Suisse, Éditions Noir sur Blanc, coll. « Notabilia », 2014, 262 p.  (ISBN 978-2-88250-347-3)[13]
  - Prix Wepler 2014 (Mention Spéciale).
  - traduit en anglais sous le titre Madame Bovary of the Suburbs, par Alison Anderson  (ISBN 978-0857054685)
- Quand le diable sortit de la salle de bain, Lausanne, Suisse, Éditions Noir sur Blanc, coll. « Notabilia », 2015, 144 p.  (ISBN 978-2-88250-384-8)
  - traduit en castillan et en allemand.

- Rouvrir le roman, essai, Lausanne, Suisse, Éditions Noir sur Blanc, coll. « Notabilia », 2017, 208 p.  (ISBN 978-2-88250-453-1)
- Trois fois la fin du monde, Lausanne, Éditions Noir sur Blanc, coll. « Notabilia », 2018, 240 p. (ISBN 978-2-88250-528-6)
  - Prix de la Page 111 2018
  - Prix Lire en poche 2020.
- Cinq mains coupées, Seuil, 2020 (ISBN 978-2-02-146031-5 et 2-02-146031-2, OCLC 1198821176, lire en ligne)[7]
  - Prix Amila-Meckert 2021
- Curiosity suivi de L'Agrandirox,  Éditions Noir sur Blanc, coll. « Notabilia », 2021

- Fantastique Histoire d'amour, Seuil, 5 janvier 2024  (ISBN 9782021538090)
- Pour tout le monde en même temps, Seuil, 2025